# Callobius paskenta
Callobius paskenta là một loài nhện trong họ Amaurobiidae.
Loài này thuộc chi Callobius. Callobius paskenta được miêu tả năm 1972 bởi Leech.